# Новгородов Семен Андрійович
Семе́н Андрі́йович Новгоро́дов (рос. Семён Андреевич Новгородов) (*13 лютого 1892, 2-й Хатилінський насліг, Ботуруський улус (тепер Болтогінський улус Чурапінського району), Саха-Якутія — †28 лютого 1924, Якутськ) — якутський мовознавець, творець якутської абетки на основі латинки.

## Біографія

### Ранні роки і навчання
Семен Новгородов народився 13 лютого 1892 року в 2-му Хатилінському наслігу Ботуруського улуса (тепер Болтогінський улус Чурапінського району) в Якутії у заможній, за тодішніми мірками, родині. Поголів'я худоби його батька А. А. Новгородова сягало ста голів, крім того, родина тримала найманих робітників. Першу освіту Семен здобув від батька, який володів основами церковно-слов'янської писемності, та місцевого псаломщика Андрія Вінокурова, який трохи знався на арифметиці.
Продовжив навчання Новгородов у приватній школі висильного з України І.Т.Ципенка у Чурапчі. Блискучі здібності до навчання дозволили Новгородову вступити в 1905 році до Якутського реального училища.
Саме в цей період Новгородов формується як особистість, активно записує зразки якутського фольклору, починає громадську діяльність. Він взяв участь у створенні першого громадського-політичного і літературно-художнього часопису якутською мовою «Саха саната», що виходив у 1912-1913 роках, де також вперше опублікувався.
По закінченні училища Новгородов пропрацював рік у Єловській початковій школі та Вілюйському міському чотирьохкласному училищі.
У 1913 році він виїжджає до Петербурга, де вступає на східний факультет Петербурзького університету (спочатку на арабсько-персько-турецький, а згодом на близький йому монголо-маньчжуро-тюркський розряд). Вже за декілька місяців, у грудні 1913 року молодий студент Новгородов взяв участь у роботі Всеросійського з'їзду народних учителів, де виступив з доповіддю.
Навчаючись, Новгородов здійснює низку наукових поїздок — влітку 1914 року за завданням Російського комітета до Таттінського улуса Якутії, де збирає фольклорні матеріали, а влітку 1915 року до Удінської губернії, де відбуває розмовну практику з татарської мови в середовищі тептярів (субетнос татар, що живе серед башкирів).
Наприкінці 1916 року Новгородов за сімейними обставинами змушений повернутися на бітьківщину. В кінці 1916 — на поч. 1917 роки він викладає в Якутську у вищому навчальному училищі. Саме тут його застала Революція 1917 року.